# 체신고등학교
체신고등학교(遞信高等學校)는 서울특별시 용산구에 있었던 정보통신 분야의 인재를 양성하기 위한 국립 고등학교이다.

## 학교 연혁
체신고는 대한제국 당시 국가 예산으로 정보통신 전문 인력을 양성하기 위해 전무학당과 우무학당에서 출발했다.
한국전쟁이 끝나기도 전인 53년 4월 3년제 고등학교로 개교한 뒤 10년간 2196명의 졸업생을 배출했다. 전무학당 시절로 거슬러 가면 졸업생은 1만1200명으로 늘어난다. 전국에서 특차시험으로 선발했고 재학중 국비장학금이 지급됐다. 교과목은 공업수학, 재료공학, 공중선전파공학 등 최고 수준의 교육이 이뤄졌다.
- 1953년 : 개교
- 1964년 : 폐교 (제 9회 졸업)

## 폐교 이후
폐교 이후, 체신고등학교 교사는 전파연구소 사옥으로 사용된 적이 있다.

## 학교 동문
1964년 2월 9회 졸업생을 끝으로 폐교됐지만 그 졸업생은 국가 정보통신 부문에서 큰 활약을 했다. 졸업생 대부분은 정보통신부(구 체신부)나 한국통신 등에 진출해 우편과 통신분야에 깊게 뿌리를 내렸다. 장관도 여러 명 배출하는 등 정보통신 강국의 밑거름이 됐다. 외교통신망, 한국전력, 항공, 선박, 통신건설업, 통신제조업 등 통신산업 전분야에 졸업생의 80%가 종사했다.
조규철 전 외국어대 총장, 고영구 전 국가정보원장, 유지담 전 중앙선관위원장(대법관), 박성득 전 정보통신부 차관(전 전자신문 사장) 등이 체신고 동문이다. 국회의원도 5명이나 배출했다.

## 개교 이전
1950년에 첫 입학생을 받았으나, 한국전쟁으로 무산되었다.